# 拖挂式房车

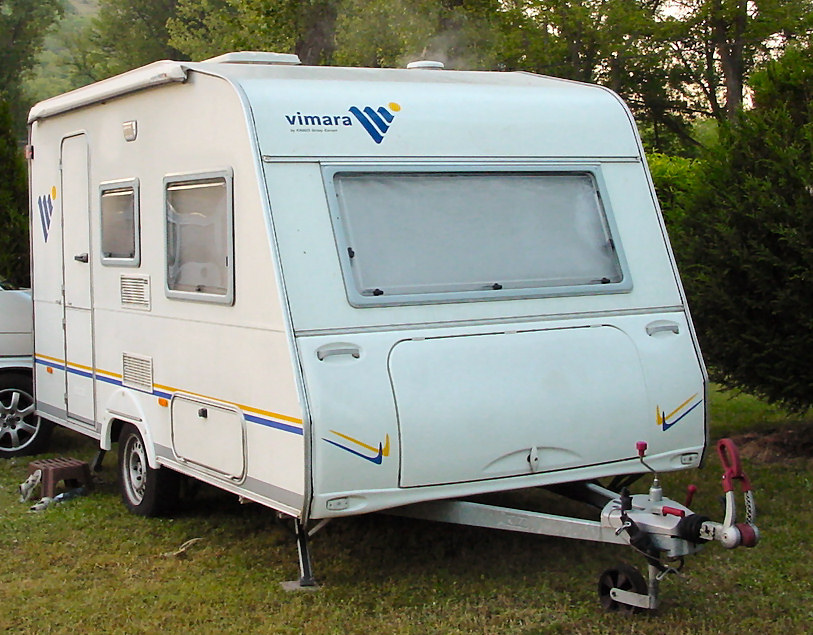

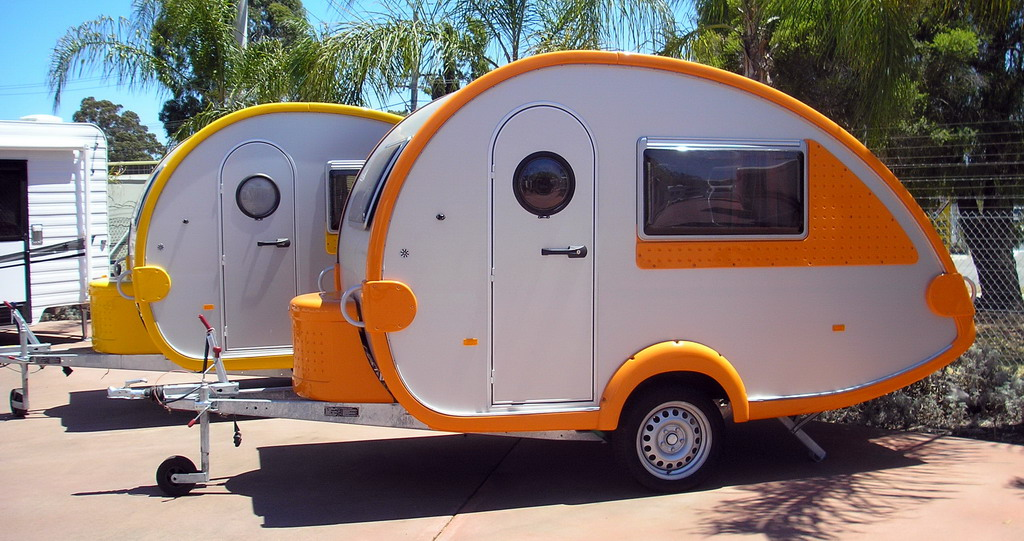

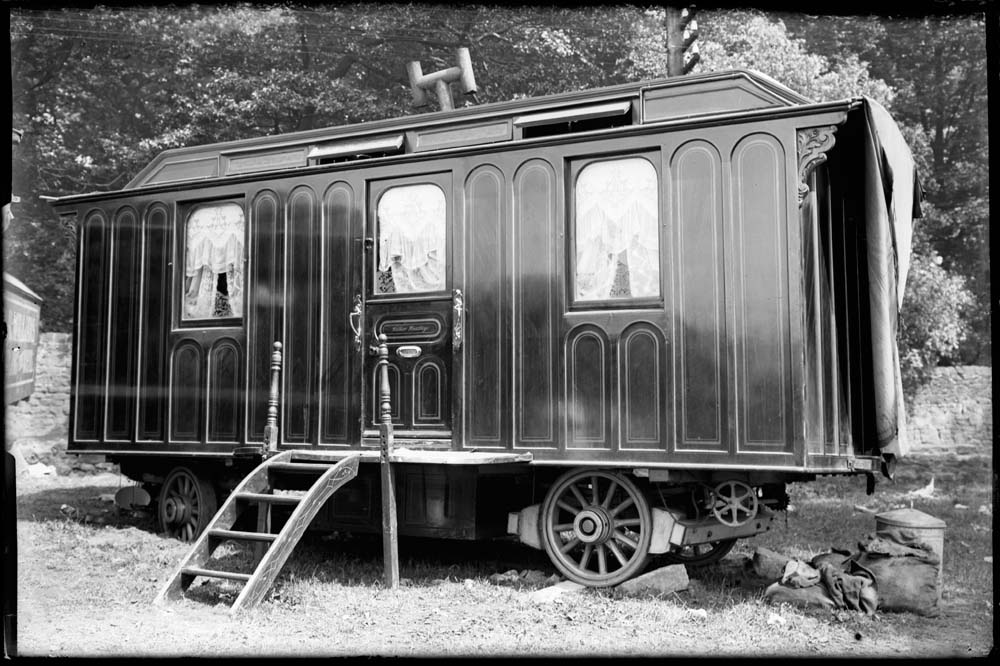

拖挂房车（英语：Caravan，又稱露營拖車）是一种可以悬挂在普通轿车尾部的旅行拖车。该车在欧美等发达国家被作为户外郊游的旅行工具，许多国家配有专用的供该种车的露营地点，如配套的上下水、交流电等。
此类车与普通房车最大的不同在于，拖挂房车没有驱动力。好处在于拖挂房车在旅行中相对灵活可以更换不同驱动汽车。另外，拖挂房车的价格也很便宜，在欧美国家售价普遍仅为普通房车价格的一半不到。如今在德国、美国，拖挂房车的销售数量已经超过了普通房车的数量。该车的缺点是：处于安全考虑，行驶速度被严格限制。在大多數國家，這類車需要取得牌照、懸掛車牌後才可上路